# Hans Ludwig Martensen
Hans Ludwig Martensen (ur. 7 sierpnia 1927 w Kopenhadze, zm. 13 marca 2012 tamże) – duński biskup rzymskokatolicki, jezuita, biskup diecezjalny kopenhaski w latach 1965–1995.

## Życiorys
Hans Ludvig Martens urodził się w 1927 w Kopenhadze. Po ukończeniu szkoły średniej wstąpił do zakonu jezuitów. W 1956 po ukończeniu studiów teologicznych otrzymał w Vesterbro święcenia kapłańskie. Następnie studiował na Papieskim Uniwersytecie Gregoriańskim w Rzymie, gdzie uzyskał stopień naukowy doktora na podstawie pracy dotyczącej teologii Marcina Lutra. Później został wykładowcą w Wyższym Seminarium Duchownym w Kopenhadze.
22 marca 1965 papież Paweł VI mianował go biskupem diecezjalnym diecezji kopenhaskiej. Konsekrowany na biskupa został 16 maja 1965 w katedrze św. Oskara w Kopenhadze. 22 marca 1995 roku zrezygnował z pełnienia tej funkcji.
Był członkiem Papieskiej Rady do spraw Popierania Jedności Chrześcijan, a także wiceprzewodniczącym oficjalnej grupy zajmującej się prowadzeniem dialogu między Kościołem rzymskokatolickim a Światową Federacją Luterańską.
W 1994 został otrzymał odznaczenie kawalera I stopnia Orderu Danebroga. Zmarł w 2012 w stolicy Danii.
Do jego najważniejszych publikacji należą: Dåb og kristenliv (Chrzest i życie chrześcijanina), Dåb og gudstro (Chrzest i wiara w Boga), Martin Luther – Jesu Kristi Vidne (Martin Luter – świadek Jezusa Chrystusa).